# Pieter Huys (peintre)
Pour les articles homonymes, voir Pieter Huys.
Pieter Huys (env. 1519–env. 1581-1584) était un peintre et graveur de la période Renaissance aux Pays-Bas espagnols. Il est considéré comme un des maniéristes anversois.

## Biographie
Pieter Huys était le fils du peintre et graveur Adrien Huys. Il devint maître en 1545 à Anvers et y demeura actif jusqu'au moins en 1577. Il peignait dans le style de Jérôme Bosch ou produisait des « sataneries », fantasques et humoristiques dans le style de Brueghel, mais produisait également des pièces de genre. Il dessina également des caricatures anti-catholiques. Il a également fait des gravures illustrant des livres édités par Christophe Plantin.
Avec les peintres Jan Wellens de Cock (1475/80? - avant 1529), Henri Bles (Dinant 1500/10 - après 1555) et Jan Mandyn (1500/02 - 1559/60), Pieter Huys est classé dans le groupe des peintres anversois qui étaient des épigones de Jérôme Bosch (1450/60 - 1516) dans la tradition de la peinture fantastique et fondèrent ainsi un genre de maniérisme du Nord.
Huys n'a que peu signé et daté ses tableaux. Bien des attributions sont sujettes à caution.

## Œuvres
On connaît quatre peintures signées de cet artiste :

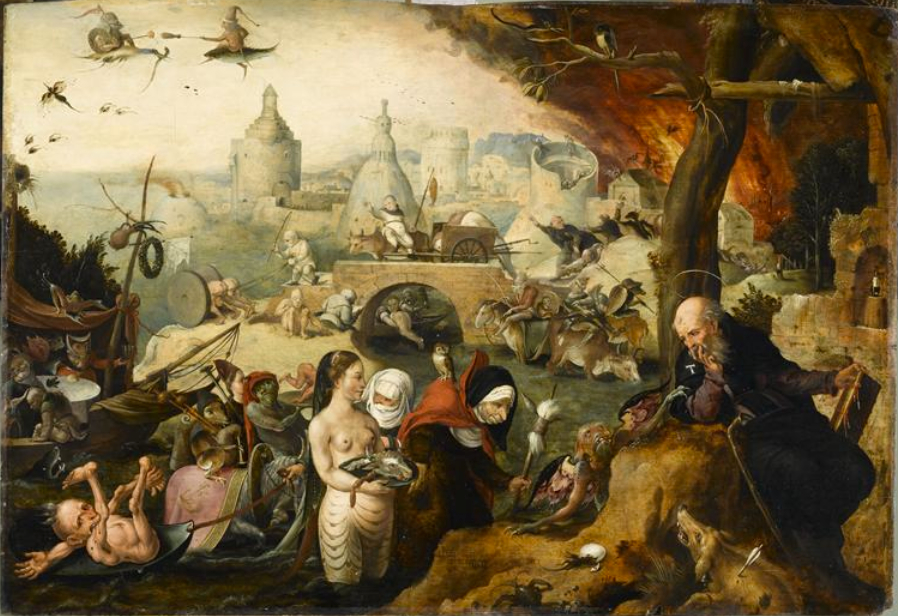
Tentation de saint Antoine, huile sur panneau signée et datée vers le centre « Peeter Huys fecit 1547 », 70 x 103 cm, Musée du Louvre, Paris, inv. R.F. 3936.
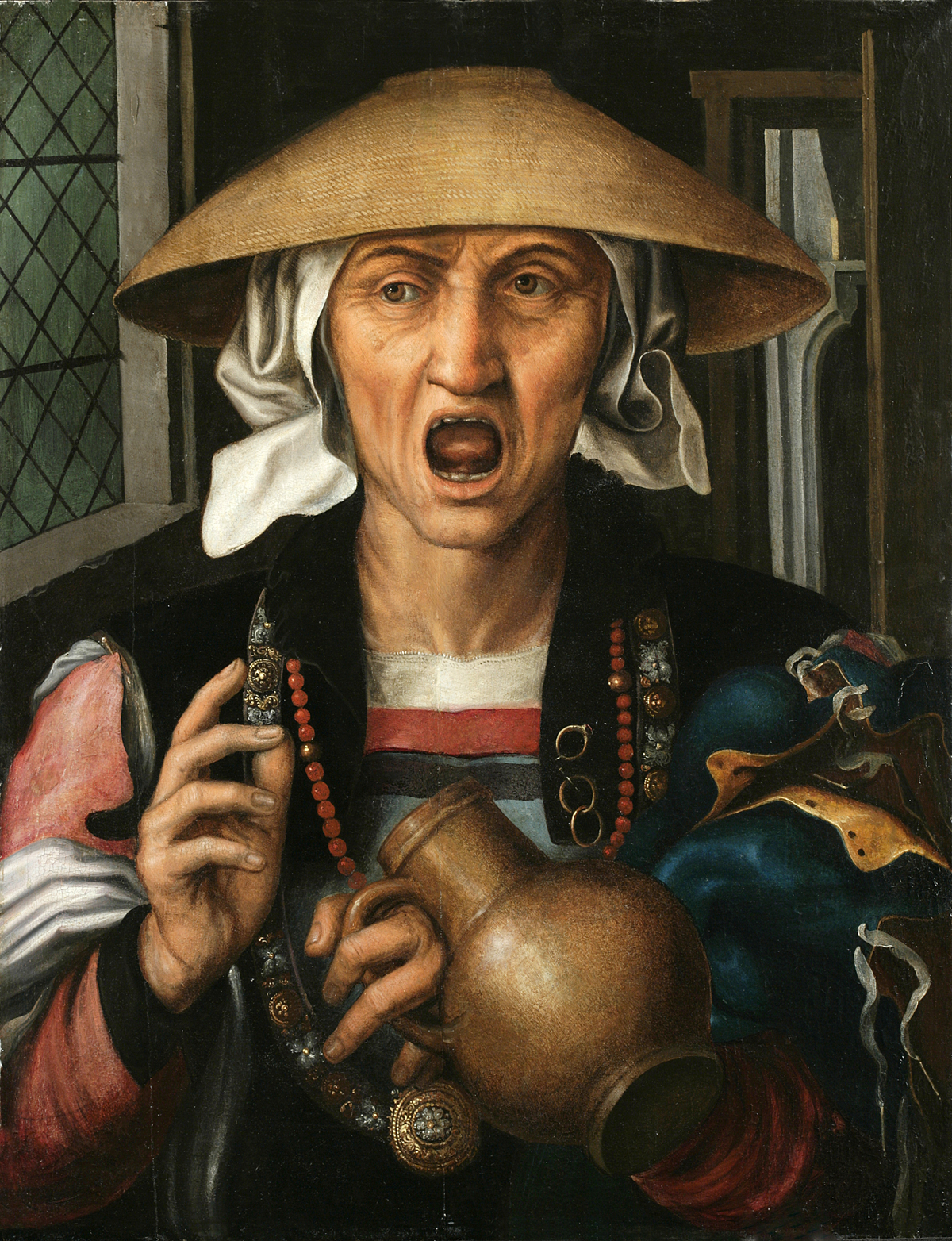
Le joueur de cornemuse et la vieille, huile sur panneau signée et datée « P. HVIIS Fe. 1571 », Gemäldegalerie, Berlin, inv. 693.
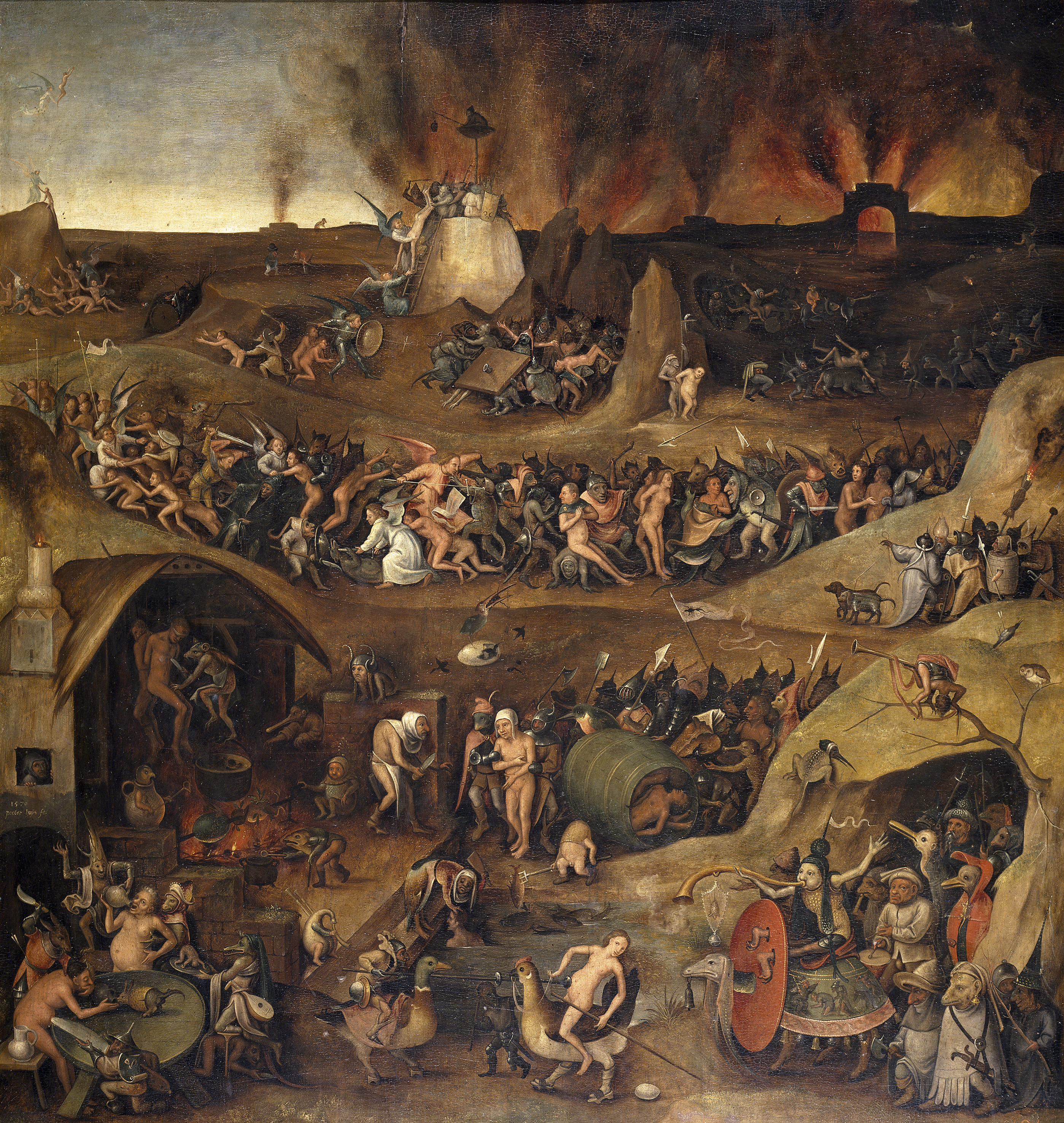
L'Enfer, huile sur panneau signée « Peeter Huys fe. 1570 », 86 x 82 cm, Museo Nacional del Prado, Madrid, inv. P02095.
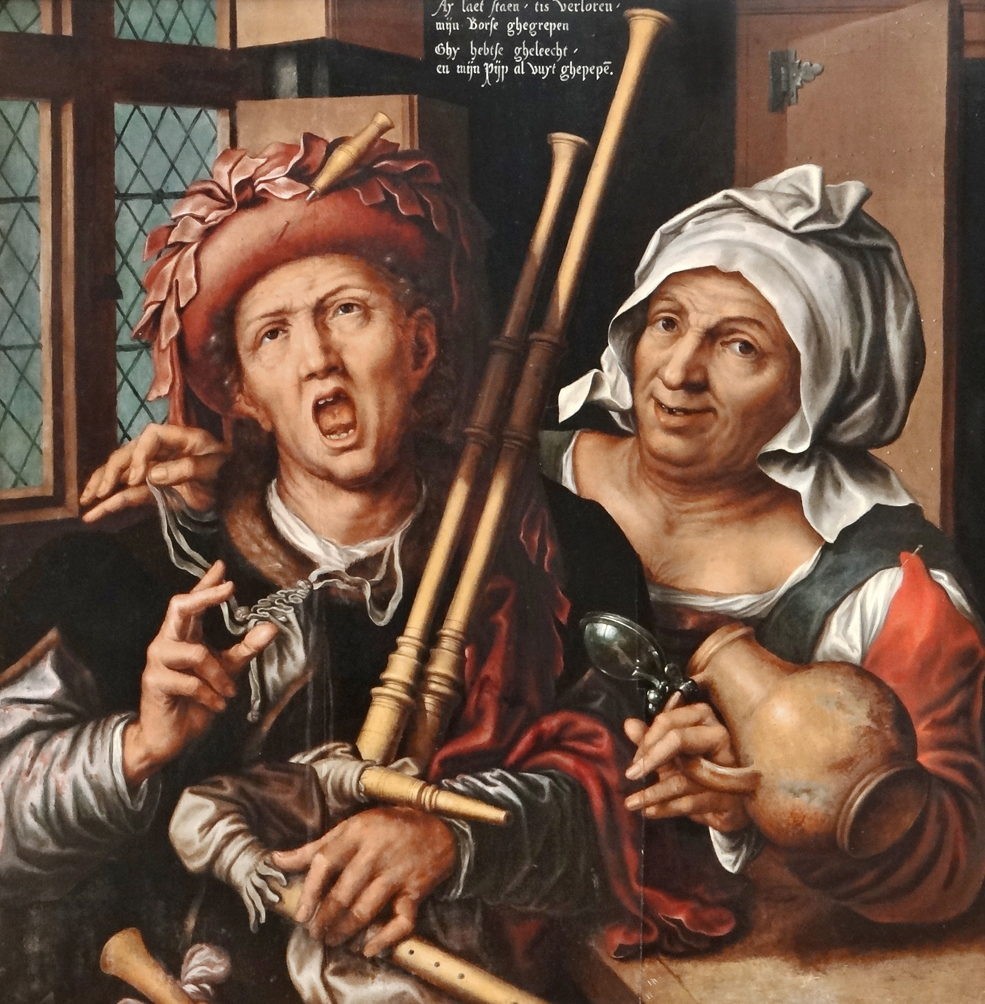
Tentation de saint Antoine, huile sur bois de chêne signée et datée vers le centre « P. Hvijs Fec 1577 », 77 x 93,9 cm, Musée Mayer van den Bergh, Anvers, inv. MMB.0109.  - La Tentation de Saint Antoine 1547 - Le Louvre
  - La Femme enragée 1560 - E.U Worcester Art Museum
  - L'Enfer, 1570 - Madrid Le Prado 
  - Le Joueur de Cornemuse et la Vieille 1571 - Berlin Gemaldegalerie 
[4]

### Autres peintures attribuées à Pieter Huys
- Le Jugement Dernier, huile sur panneau datée dans le bas au milieu, sur la partie originale du cadre peint « 1554 », 133 x 100 cm, Musées royaux des Beaux-Arts de Belgique, Bruxelles, inv. 3900.[5]
- Extraction de la pierre de folie, Musée d'art et d'archéologie du Périgord, Périgueux.[6]
- Extraction de la pierre de folie, 1561, huile sur bois, 106 x 133,5 cm, Wellcome Library, Londres, inv. ICV No 17940.[7]
- Sain-Christophe portant l'Enfant Jésus, huile sur toile, Musées de la Cour d'Or, Metz.